# (72589) 2001 FY3
(72589) 2001 FY3 – planetoida z pasa głównego asteroid okrążająca Słońce w ciągu 4,16 lat w średniej odległości 2,59 j.a. Odkryta 18 marca 2001 r.